# Grande alluvione di Sheffield

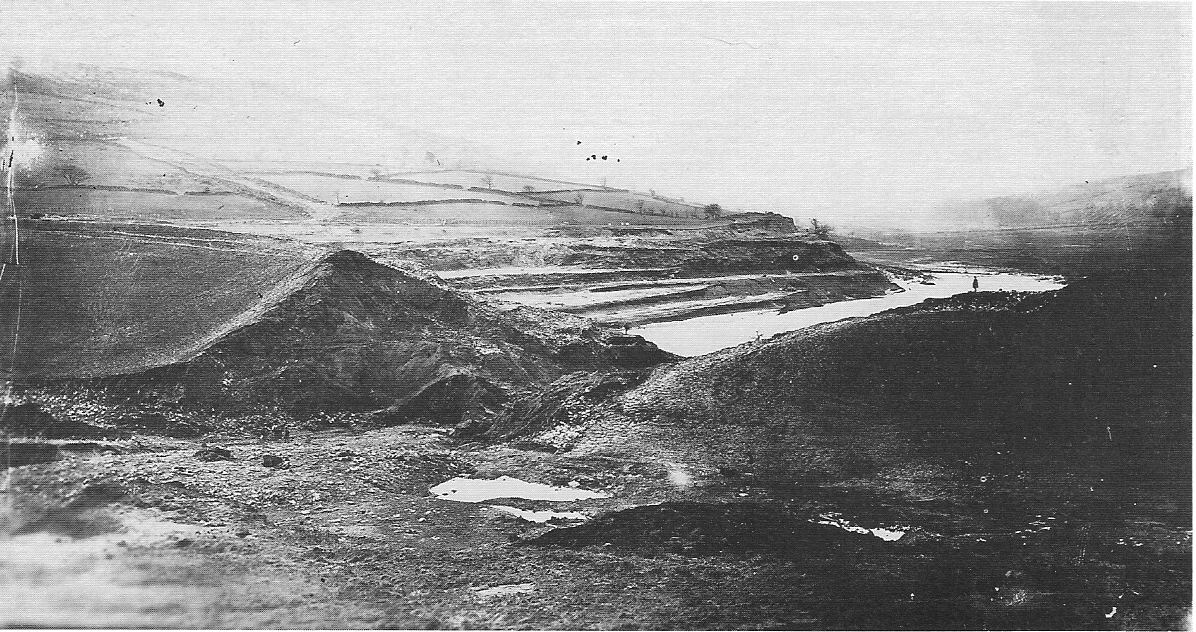
Il terrapieno della Dale Dike subito dopo il suo cedimento

La grande alluvione di Sheffield è stata un'inondazione che l'11 marzo del 1864 devastò parte della città inglese di Sheffield, South Yorkshire, a causa del collassamento della diga Dale Dike appena entrata in esercizio.
Industrializzandosi, la popolazione di Sheffield si era incrementata rapidamente, passando da 45.478 abitanti del 1801 ai 185.157 del 1861. Questa rapida crescita di popolazione portò alla creazione della diga Dale Dike, allo scopo di fornire una fonte migliore di acqua potabile. La Sheffield Waterworks Company fu incaricata della costruzione di una diga a terrapieno: alla fine degli anni 1850 la società acquistò dei terreni nella Loxley Valley a nord-ovest della città, dove fu realizzato il bacino di invaso. A lavori terminati, nel 1864 la diga fu riconosciuta soddisfacente e si iniziò il riempimento.
Appena terminato questo, la notte dell'11 marzo 1864, a causa di un forte vento di burrasca, la diga crollò improvvisamente: si stima che dalla collina siano scesi 3 milioni di metri cubi d'acqua, che spazzarono via il villaggio di Loxley e i sobborghi di Malin Bridge e Hillsborough, dove il fiume Loxley si unisce al Don. L'inondazione proseguì il suo cammino sul corso del fiume Don verso il centro di Sheffield (che non subì danni) e devastò il quartiere densamente popolato di Wicker presso le stazioni ferroviarie, che venne completamente distrutto.
Il sindaco Thomas Jessop istituì subito un fondo di soccorso per fornire immediatamente l'aiuto necessario agli abitanti rimasti senza casa e ai bisognosi. Il fondo raccolse 42.000 sterline. I danni dell'evento si registrano in 238 persone uccise dall'alluvione, 700 animali annegati, 130 edifici completamente distrutti e circa 500 distrutti parzialmente. L'alluvione distrusse 15 ponti, danneggiandone gravemente altri 6.
Le richieste di risarcimenti danni rappresentarono uno delle maggiori liquidazioni assicurative dell'epoca vittoriana.
Il crollo della diga Dale Dike evidenziò pecche nell'ingegneria dell'epoca, rendendo di fatto più accurati i lavori per la ricostruzione dell'impianto terminata nel 1875.
Dopo diverse indagini non fu effettivamente riscontrata responsabilità diretta se non nell'insufficiente stato delle tecniche del tempo. Uno dei due ingegneri che diresse e supervisionò i lavori di costruzione della diga, John Gulson, la notte dell'11 marzo 1864 era nei pressi della diga e, avendo notato una crepa nel pendio esterno del terrapieno, ordinò di aumentare la portata dei condotti di deflusso, evitando così che l'evento assumesse connotazioni ancora peggiori.
Una targa ricorda il sito della diga originale e i sentieri per esplorare la zona.